# Jules Champfleury
Jules François Felix Fleury-Husson, cunoscut sub pseudonimul Jules Champfleury (sau pe scurt Champfleury) (n. 10 septembrie 1821 - d. 6 decembrie 1889) a fost un scriitor francez.
În proza sa, a satirizat moravurile micii burghezii.
În studiile sale literare și de artă, a fost un teoretician al realismului.
Printre prietenii săi s-au numărat: Gustave Courbet (căruia i-a promovat picturile), Charles Baudelaire, Pierre-Joseph Proudhon, Édmond Duranty și Max Buchon.

## Opera

### Studii literare și de artă
- 1865: Istoria caricaturii antice ("Histoire de la caricature antique");
- 1872: Istoria caricaturii în Evul Mediu ("Histoire de la caricature au Moyen Age");
- Istoria caricaturii sub Reformă, Ligă, Ludovic al XIII-lea și Ludovic al XVI-lea ("Histoire de la caricature sous la Réforme et la Ligue, Louis XIII à Louis XVI");
- 1877: Istoria caricaturii în perioada Revoluției ("Histoire de la caricature sous la Révolution");
- 1874: Istoria caricaturii în perioada Republicii Imperiului și Restaurației ("Histoire de la Caricature sous la République", l'Empire et la Restauration");
- 1856: Istoria caricaturii moderne ("Histoire de la Caricature moderne").

### Romane, povestiri
- 1853: Povestiri de primăvară. Aventurile domnișoarei Mariette ("Contes de printemps. Les aventures de mademoiselle Mariette");
- 1855: Burghezii din Molinchart ("Les bourgeois de Molinchart");
- 1857: Domnul de Boisdhyver ("Monsieur de Boisdhyver").

În perioada 1856 - 1857, Champfleury a editat periodicul Le réalisme.